# Tarrak
Josef Tarrak-Petrussen (født 5. november 1998 i Nanortalik), bedre kendt under kunstnernavnet Tarrak, er en grønlandsk rapper.
Han brød igennem i 2016 med sangen Tupilak fra sit første album Fxgxs, som skabte stor debat i Grønland om forholdet mellem grønlandsk og dansk i uddannelsessystemet. I 2019 optrådte Tarrak med forestillingen Josef Tarrak, der tager udgangspunkt i det selvbiografiske album af samme navn. I 2020 medvirkede han i dokumentaren Kampen om Grønland.
Tarrak er ofte samfundskritisk i sine tekster, som blandt andet omhandler sociale problemer, kolonialisme og forholdet mellem danskere og grønlændere.
Han er en del af duoen ÎVA .

## Diskografi
- Fxgxs (2016)
- Josef Tarrak (2019)